# سقايات بغداد العامة في العهد العثماني

## السقايات العامة
السقايا كلمة عربية مشتقة من جذرها (سقى)، واشتقت منه عدة معاني منها الموضع الذي يتخذ لشرب الماء.

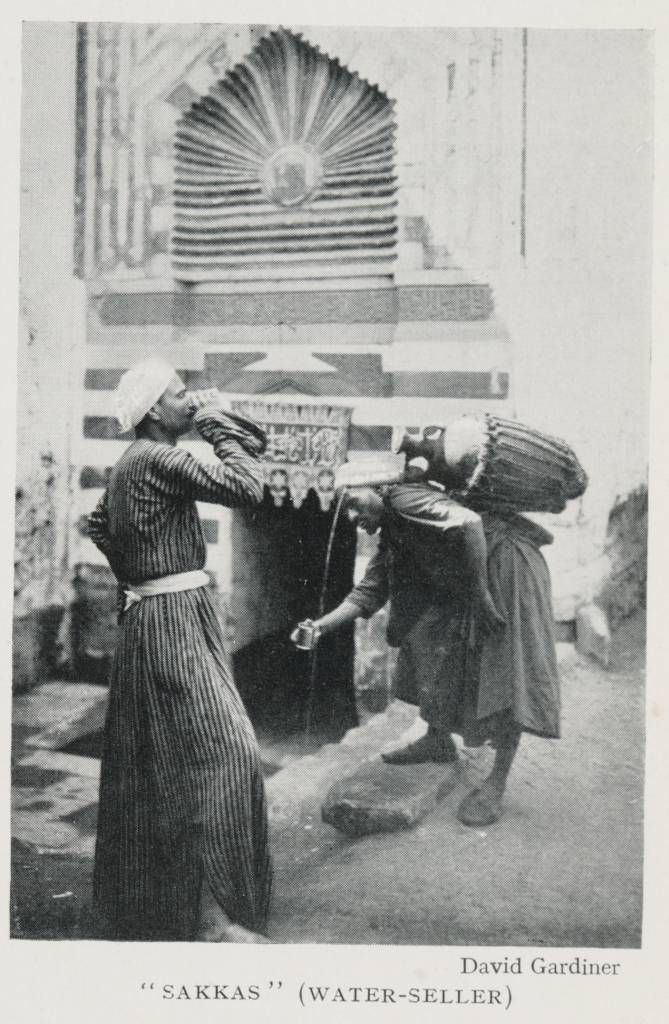
السقاء

### لغة
السِّقاية: وتعني موضع السَّقْي. وكذلك هي صاع، إناء يُسقى به، وقد يُكال به.
سِقَايَة الحاج: سَقْيُهُم الماء يُنبَذ فيه الزبيب، وهي من مآثر قريش.
سَقّاء: الجمع:سَقّاؤون، والمؤنث:سَقّاءة وسَقّاية.
السَّقَّاء: من يحترف بحمل الماء إلى المنازل ونحوها

### مقدمة
نتيجة لانكماش المدن بسبب الغزوات من القبائل المتخلفة التي دمرت وخربت الحياة في المدن بكافة اشكالها وخاصة ما أصاب مدينة بغداد، التي انحصر سكانها داخل الاسوار، خشية من تلك التهديدات، مما ادى إلى تشكيل محلات سكنية واسعة، تتجمع حول نهر دجلة، وفروع الأنهر الأخرى، وظهرت مشكلة حاجة السكان إلى المياه، وهذه المشكلة كانت تعالج عند البعض، بما يحمله السقاؤون من مياه نهر دجلة في قِرَبِهم لتصل لمن يطلبها من الذين لهم القدرة الشرائية مقابل ثمن معين. اما الفقراء وعابري السبيل، والنساء، والعجزة، وكبار السن، والمرضى، فكان الحصول على الماء يعتبر معاناة كبيرة لهم، وهنا ظهرت الحاجة إلى السقايات، لمساعدة السواد الاعظم من السكان وغيرهم من القادمين إليها من خارجها. حيث كانت تلك السقايات على نوعين:
الأول يصلها الماء عن طريق شق القنوات لتحمل الماء إلى السقايات التي وصلت إلى أطراف المدينة وبعض الأماكن المهجورة. أما النوع الثاني من السقايات، فتكون على شكل أحواض أو حباب، وخاصة تلك التي تنشأ في مناطق بعيدة نسبيا عن مصادر المياه، حيث يقوم السقاؤون بملأها بالماء يومياً مقابل أجر.
في العصر العثماني كانت هناك طريقتان لنقل مياه الشرب، الأولى بسيطة وهي عبارة عن إنشاء احواض خاصة تملأ بالماء يومياً بواسطة سقائين مقابل أجر معلوم، والطريقة الثانية أكثر تعقيداً تعتمد على إنشاء قنوات محكمة مشيدة بالآجر والصاروج قائمة على أكتاف ذات عقود وتمتد من نهر دجلة مباشرة حيث يرفع إليها الماء بواسطة دواليب ثم تقطع الدروب والمحلات وربما تتفرع منها عدة قنوات إلى محلات نائية حيث تنشأ هناك سقاية (سبيل خانه) تستخدم للشرب أو الوضوء وللأغراض الأخرى.

### قائمة السقايات العامة في بغداد
| - سقاية حسب الله الشابندر. - سقاية ابي بكر خواجة. - سقاية سميز موسى باشا. - سقاية حسين باشا. - سقاية مراد باشا. - سقاية حيدر جلبي الشابندر. - سقاية آل مدلج. - سقاية أبي سيفين. - سقاية مرقد الغزالي. - سقاية أم موسى الكاظم. - سقاية جامع علي أفندي. | - سقاية سكينة العباسية. - سقاية كنج عثمان. - سقاية جامع النعمانية. - سقاية مسجد الست نفيسة. - سقاية زكريا الخضيري. - سقاية خضر بك. - سقاية إسماعيل الشطي. - سقاية عادلة خاتون. - سقاية جامع السراي. - سقاية نابي خاتون. - سقاية السِيِف. | - سقاية جامع الأزبك. - سقاية جامع الحيدرخانة. - سقاية خاتون بنت عبد الله. - سقاية عاتكة خاتون. - سقاية نازندة خاتون. - سقاية دكان شناوة. - سقاية صبغة الله الحيدري. - سقاية خلف أغا. - سقاية نائلة خاتون. - سقاية سلمان القادري. - سقاية عبد الرزاق الخضيري. | - سقاية عطية خاتون. - سقاية صالح بن محمد. - سقاية جاسم الحجية. - سقاية كامل الزند. - سقاية سالم الحيدري. - سقاية هيبت خاتون. - سقاية مسجد آل جميل. - سقاية حاجبة خاتون. - سقاية الملا حمادي. - سقاية سيد محمد. - سقاية معروف الكرخي. |